# Olenecamptus somereni
Olenecamptus somereni es una especie de escarabajo longicornio del género Olenecamptus, categorizada en la tribu Dorcaschematini, de la subfamilia Lamiinae. Fue descrita por Gilmour en 1948.

## Descripción
Mide 16 mm de longitud.

## Distribución
Se distribuye por Kenia.